# 수전 콜린스

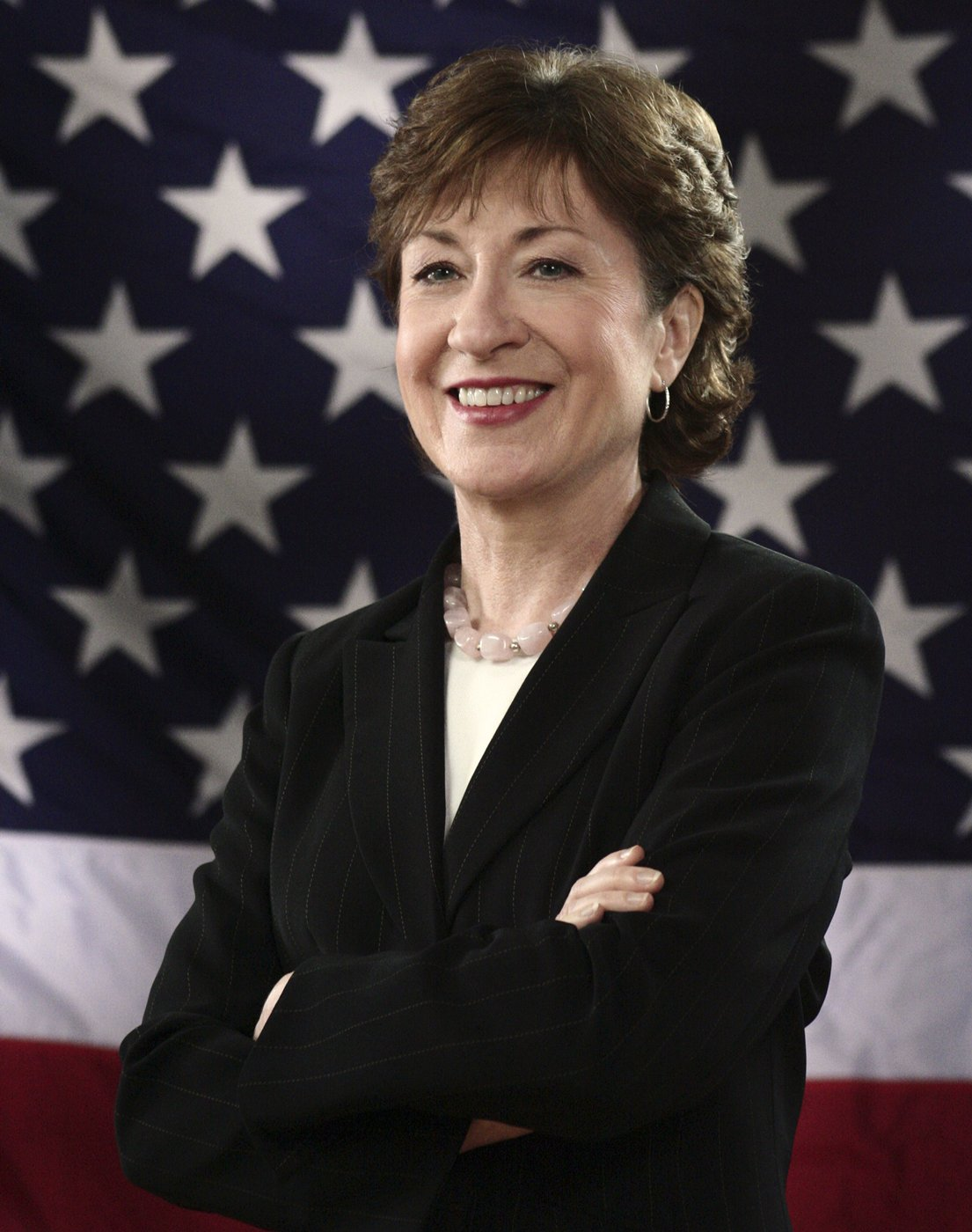
공식 초상 (2007년)

수전 마거릿 콜린스(영어: Susan Margaret Collins, 1952년 12월 7일 ~ )는 미국의 정치인이다. 1996년에 처음 연방 상원의원에 당선되었으며 대표적인 공화당 중도파 의원으로 꼽힌다. 뉴햄프셔주의 켈리 에이욧이 낙선한 이후, 그녀는 현재 뉴잉글랜드에서 유일한 공화당 의원이다.

## 역대 선거 결과
| 선거명      | 직책명                | 대수  | 정당   | 득표율 | 득표수    | 결과 | 당락                 |
| ----------- | --------------------- | ----- | ------ | ------ | --------- | ---- | -------------------- |
| 1994년 선거 | 메인 주지사           | 72대  | 공화당 | 23.09% | 117,990표 | 3위  | 낙선                 |
| 1996년 선거 | 상원의원 (메인 제2부) | 105대 | 공화당 | 49.18% | 298,422표 | 1위  | 메인주 상원의원 당선 |
| 2002년 선거 | 상원의원 (메인 제2부) | 108대 | 공화당 | 58.44% | 295,041표 | 1위  | 메인주 상원의원 당선 |
| 2008년 선거 | 상원의원 (메인 제2부) | 111대 | 공화당 | 61.33% | 444,300표 | 1위  | 메인주 상원의원 당선 |
| 2014년 선거 | 상원의원 (메인 제2부) | 115대 | 공화당 | 68.46% | 413,495표 | 1위  | 메인주 상원의원 당선 |
| 2020년 선거 | 상원의원 (메인 제2부) | 117대 | 공화당 | 50.98% | 417,645표 | 1위  | 메인주 상원의원 당선 |